# ユニゾーン
株式会社ユニゾーンは、富山県富山市に所在する金属加工（めっき等）メーカーである。
社名の『ユニゾーン』には、『地域を一つになって歩みたい』『オンリーワンの独自力を持つ企業でありたい』という願いが込められている。

## 事業
- 電気めっき
- 無電解めっき
- 化成処理
- 陽極酸化処理
- ジオメット処理
- 研磨（バフ研磨、電解研磨（英語版））
- 金属加工

## 沿革
- 1950年 - 不二越を退職した梅田秀雄氏により、梅田理化学器械店を起業。
- 1955年11月25日 - 有限会社梅田商会として設立。当時の所在地は富山市稲荷町7番地。
- 1956年 - 有限会社富山鍍金工業所に社名変更。
- 1959年 - 富山市田中町218番地に移転。同時に株式会社となる。
- 1965年 - 株式会社富山メッキに社名変更。
- 1980年 - 本社工場を富山市綾田48に移転。
- 1990年 - 現社名の『ユニゾーン』に変更。

## 事業所
- 本社・本社工場（富山県富山市綾田町1丁目9番38号）
- UNIZONE ANNEX（ユニゾーン・アネックス、富山県富山市綾田町1丁目8番52号）
- 第8工場（無電解ニッケル工場、富山県富山市綾田町1丁目47番3号）
- 上条金属加工部（富山県富山市水橋田伏1番7号）

## その他
富山駅のコンコースに『フロアシャンデリア』を設置した実績を持つ。